# Dipsalodon
Dipsalodon is een geslacht van uitgestorven roofzoogdieren uit de onderfamilie Palaeonictinae van de Oxyaenidae dat tijdens het Paleoceen in Noord-Amerika leefde.

## Fossiele vondsten
Fossielen van Dipsalodon zijn gevonden in de Amerikaanse staat Wyoming. De vondsten dateren uit de North American Land Mammal Age Tiffanian.

## Kenmerken
Dipsalodon was een carnivoor. Het dier had een katachtige lichaamsbouw met het formaat van een poema. De kaken waren krachtig met robuuste tanden, die geschikter waren voor het kraken van botten dan voor het scheuren van vlees. Een vergelijkbare aanpassing wordt bij hedendaagse aaseters gezien. 